# Karasee

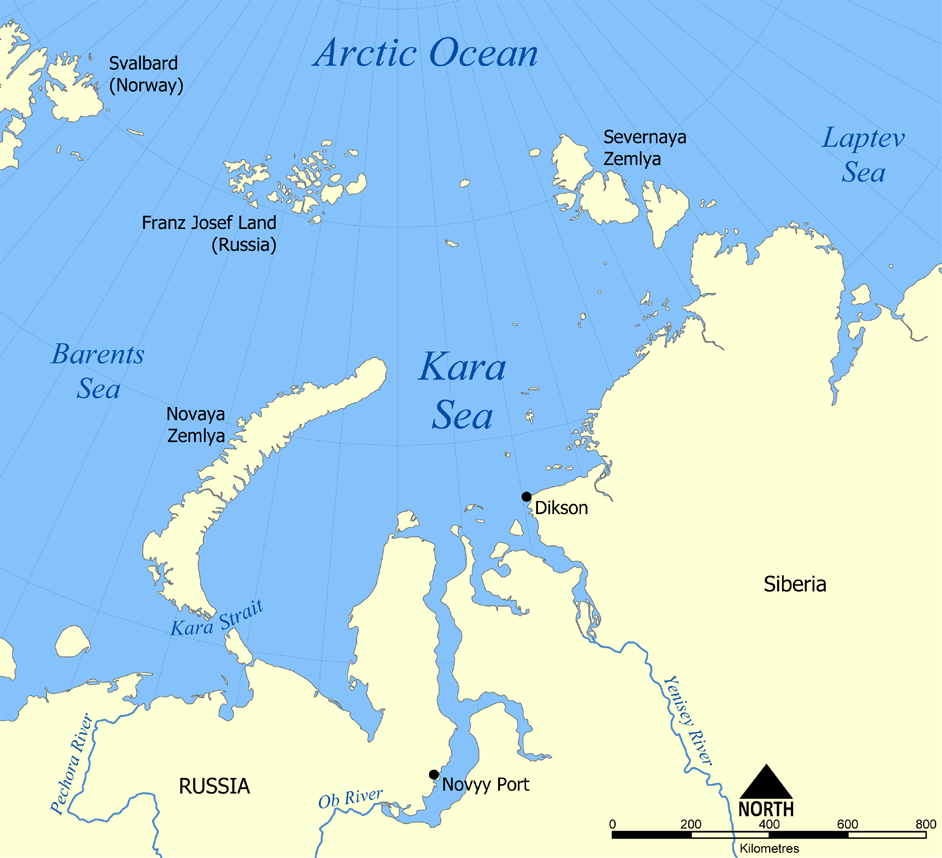
Karasee und Umgebung

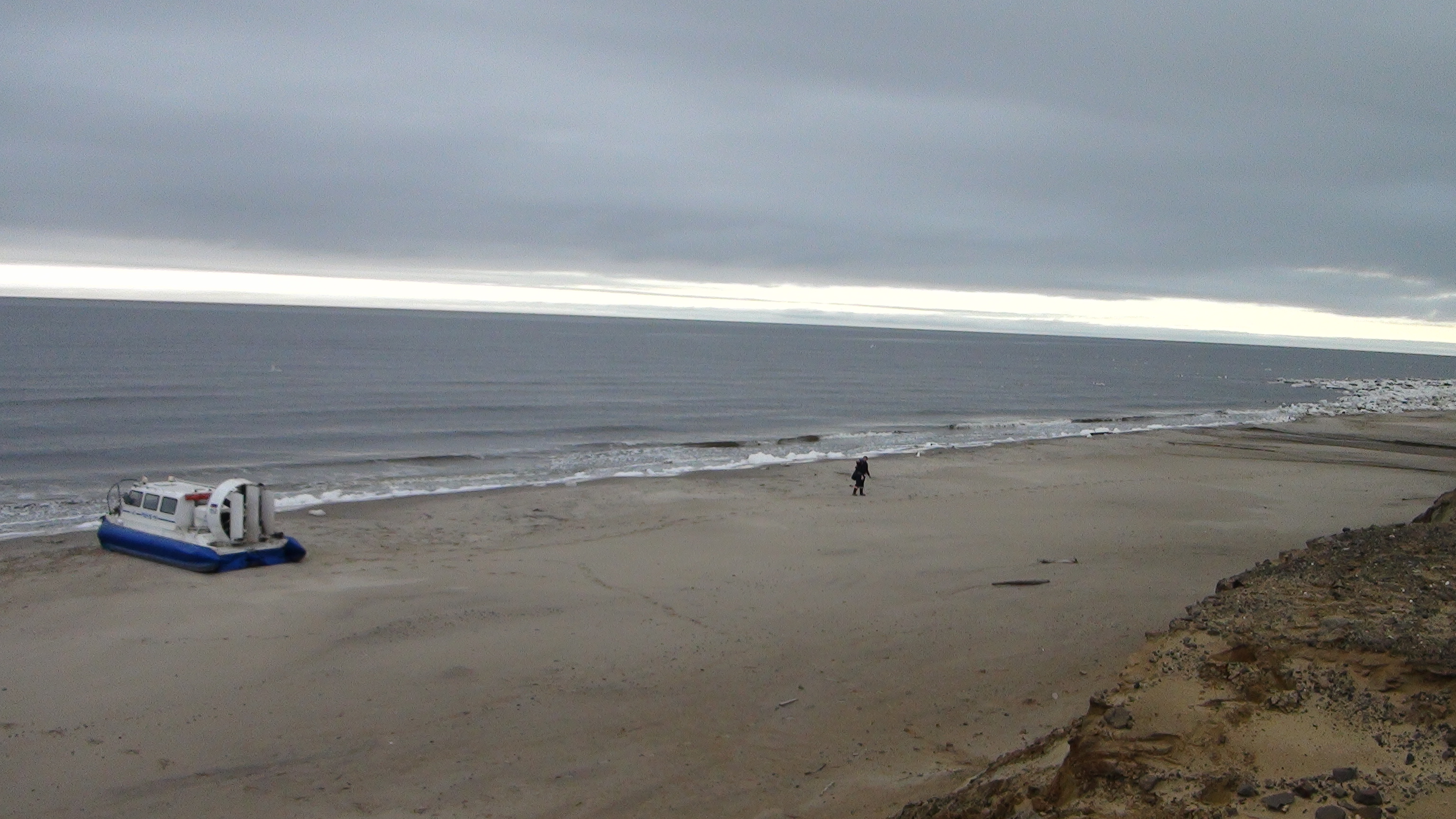
Luftkissenboot Hivus-10 an einem Strand der Karasee

Die Karasee oder auch Karisches Meer (russisch Ка́рское мо́ре, Karskoje more) ist ein nördlich von Russland bzw. Asien liegendes Randmeer des Arktischen Ozeans.

## Geographie
Die Karasee erstreckt sich von etwa 65° bis 80° nördlicher Breite und von 55° bis 105° östliche Länge. Sie wird im Westen von der bogenförmigen Inselgruppe Nowaja Semlja eingefasst, welche die viertgrößte und sechstgrößte Insel Europas enthält. Im Osten bilden die Inselgruppe Sewernaja Semlja und die Taimyr-Halbinsel den Rahmen. Laut der Internationalen Hydrographischen Organisation ist ihre Nordwestgrenze das Ostende der Inselgruppe Franz-Josef-Land, am Kap Kohlsaat (Graham-Bell-Insel). Vollständig in der Karasee liegen die isolierten Inseln, von Nord nach Süd, Uschakow, Wiese-Insel und Einsamkeit.
Westlich liegt die Barentssee, die zwischen Nowaja Semlja und Franz-Josef-Land angrenzt, und im Südwesten auch durch die im Mittel 61 km breite und 33 km lange Karastraße und die 2,8–16 km breite und 40 km lange Jugorstraße, die sich nordwestlich respektive südöstlich der Waigatsch-Insel befinden, verbunden ist. Hinzu kommt die fast 100 km lange und gewundene, aber nur 0,6–10 km breite und im Mittel 10 m tiefe Matotschkin Schar, die Nord- und Südinsel der Nowaja Semlja-Gruppe trennt. Im Osten leitet die 55–88 km breite und 104 km lange Wilkizkistraße, die sich zwischen Sewernaja Semlja und der Taimyr-Halbinsel erstreckt, zur östlich anschließenden Laptewsee über. Die Inselgruppe Sewernaja Semlja wird von zwei Straßen durchzogen: Im Süden von der im Mittel 50 km breiten und 106 km langen Schokalskistraße und im Norden von der mit 3 bis 15 km Breite deutlich schmaleren, aber mit 92,4 km ähnlich langen Krasnaya Armiya-Straße. Anders als die westlich gelegenen Straßen zur Barentssee weisen die östlichen signifikante Tiefen von 200 m und mehr auf, diese Rinnen führen in das bis zu 1000 m tiefe Becken der Laptewsee.  Nördlich, zwischen Franz-Josef-Land und Sewernaja Semlja, grenzt das offene Nordpolarmeer an.
Im Süden grenzt die Karasee unter anderem an die Jamal-Halbinsel, die nach Süden in das Westsibirische Tiefland übergeht. Sie grenzt außerdem an die Gydan-Halbinsel, die nach Osten mit dem Nordsibirischen Tiefland verschmilzt. In die Karasee fließen aus Richtung Süden kommend insbesondere die gewaltigen Wassermassen des Ob und Jenissei ein mit ihren rund 800 und 400 km langen Trichtermündungen: dem Obbusen zwischen Jamal-Halbinsel und Gydan-Halbinsel und dem Jenisseigolf östlich der Gydan-Halbinsel. Beide Ströme sind aufgrund ihrer der Karasee zugeführten sehr großen Süßwassermengen mitverantwortlich für die Strömungsverhältnisse innerhalb dieses Meeres und bestimmen auch dessen Klima mit.
Insgesamt umfasst die Karasee eine Fläche von etwas weniger als 900.000 km².
Der Name leitet sich von dem aus dem Ural stammenden Fluss Kara ab, der westlich der Jamal-Halbinsel in die Baidaratabucht mündet.

## Bodenrelief

Bodenrelief der Karasee und angrenzender Regionen

Die Karasee liegt fast vollständig auf dem sibirischen Kontinentalschelf. Sie ist mit durchschnittlich 111 m Meerestiefe relativ flach, auf mehr als 40 % der Fläche ist sie weniger als 50 m tief. Regionen mit Tiefen von mehr als 500 m gibt es kaum, sie machen weniger als 2,5 % der gesamten Fläche des Ozeanbodens aus. An ihrer tiefsten Stelle, nordöstlich der Nordinsel von Nowaja Semlja, erreicht sie 620 m Tiefe.
Der südöstliche Teil der Karasee ist relativ flach, aber irregulär. Östlich von Nowaja Semlja gibt es einen langgestreckten Trog, den Novozemelsky-Trog, mit Tiefen zwischen 200 und 400 m. Im Nordosten liegt der Voronin-Trog, dessen Tiefe etwas mehr als 400 m beträgt, östlich des Franz-Josef-Landes und nördlich Nowaja Semlja reicht der Sankt-Anna-Trog in Tiefen von mehr als 500 m. Ein Ausläufer des Sankt-Anna-Trogs reicht bis in die Barentssee, über ihn erfolgt ein wesentlicher Teil des Wasseraustauschs zwischen den beiden Randmeeren. Zwischen den Trögen erstreckt sich das zentrale Hochland der Karasee mit Tiefen von weniger als 50 m. Es ist mit der Flachwasserregion vor den Mündungsgebieten des Ob und Jenissei verbunden.

## Hydrologie

### Wasserbilanz
Der Wasseraustausch zwischen Karasee und Barentssee wird dominiert von Zuflüssen in die Karasee in Höhe von etwa 20.000 km³ pro Jahr durch die Karastraße und, nach Schätzungen aus den Jahren 1991 und 1992, von etwa 60.000 km³ pro Jahr zwischen Nowaja Semlja und Franz-Josef-Land. Der Zufluss dort ist im Winter deutlich größer als im Sommer. In der Tiefe strömen auch etwa 10.000 km³ kaltes Wasser zwischen Nowaja Semlja und Franz-Josef-Land in umgekehrter Richtung in die Barentssee.
In den Tiefseetrögen im Norden der Karasee strömt Wasser atlantischen Ursprungs über den Arktischen Ozean ein. Ein Teil des dort zufließenden Volumens von etwa 10.000 km³ pro Jahr umfließt südlich das Franz-Josef-Land in Richtung Barentssee. Schätzungen des Wasserabflusses von der Karasee in den Arktischen Ozean waren bis Ende der 1990er Jahre kaum möglich, er könnte etwas größer als der Zufluss sein.
Über die Wilkizki- und Schokalskistraße gelangt Wasser in der Größenordnung von je 10.000 km³ ostwärts in die Laptewsee.

Abfluss des Ob an seinem Unterlauf nahe Salechard im Jahresverlauf

Der Süßwassereintrag über Niederschläge und Land spielt in der Wasserbilanz nur eine geringe Rolle, über Flüsse gelangen ca. 1.300 km³ pro Jahr in die Karasee. Damit hat sie aber, bezogen auf die Fläche, immer noch den größten Süßwasserzustrom aller Meere. Zuflüsse aus dem Obbusen – in den, neben dem Ob, auch Nadym, Pur und Tas münden – und dem Jenisseigolf machen mehr als 80 % des Süßwasserzuflusses von Land in die Karasee aus, mit Pjassina und Taimyra sind es fast 95 %.
Die von den Flüssen in die Karasee transportierten Wassermengen unterliegen großen jährlichen Schwankungen: Im Winter gefrieren die Flüsse, der Zufluss kann dann fast zum Erliegen kommen. Im Mai, Juni und Juli kommt es zum Abfluss großer Mengen Schmelzwassers, im Herbst nimmt die Wassermenge wieder ab. Im Jenissei beeinflussen auch Wasserkraftwerke die Abflussmengen. Während im Winter Meerwasser in die Buchten der großen Flüsse einströmt, kann im Sommer das Süßwasser der Flüsse an der Meeresoberfläche weit in den Norden, bis auf die Höhe des Kap Schelanija, der Nordspitze der Nordinsel Nowaja Semljas, reichen.

### Meeresströmungen

Schematische Darstellung der Meeresströmungen in der Karasee und angrenzenden Gebieten

Das durch die Meeresstraßen südlich von Nowaja Semlja einströmende Wasser wird an der Jamal-Halbinsel umgelenkt und fließt als Jamal-Strom weiter nach Norden. Es vereinigt sich mit einer Strömung aus der Barentssee um die Nordinsel von Nowaja Semlja und fließt als östlicher Novozemelskystrom entlang der Ostküste der beiden Inseln wieder nach Süden. Zwischen Nowaja Semlja und Jamal-Halbinsel entsteht so ein großer Meereswirbel. Die Größe des Wirbels zwischen Nowaja Semlja und Jamal-Halbinsel hängt von der Witterung in der Region ab und wird stark durch die vorherrschenden Winde geprägt. Mit einem kleinen Wirbeldurchmesser ist ein relativ großer Wassereinstrom um den Norden Nowaja Semljas herum verbunden, umgekehrt bei einem großen Wirbeldurchmesser.
Ein Teil des Wassers strömt im Süden von Nowaja Semlka durch die Karastraße als Litkestrom wieder in die Barentssee, ein anderer Teil zweigt vom Jamal-Strom in nordöstliche Richtung ab und vereinigt sich mit dem aus dem Obbusen und dem Jenissei kommenden Wassermassen, um als Westtaimyr-Strom durch die Wilkizkistraße in die Laptewsee oder entlang der Westküste Sewernaja Semljas in die nördliche Karasee und das Nordpolarmeer zu gelangen. Das aus den großen Flüssen in die Karasee einströmende Süßwasser bildet, besonders nördlich der Nordspitze der Jamal-Halbinsel, oft ausgeprägte ästuarische Fronten mit großen Salinitätsgradienten, Unterschieden in Temperatur und Wellengang, die auch mittels Satellitenbeobachtung klar zu erkennen sind. Im Sankt-Anna-Trog strömt in der Tiefe relativ warmes Wasser atlantischen Ursprungs in die Karasee.

## Meereis
Bis Ende der 1990er Jahre war die Karasee im Winter fast vollständig zugefroren. Ab Juni begann das Meereis typischerweise merklich zu schmelzen. In drei Regionen, meist vor Nowaja Semlja sowie im Norden und Nordosten der Karasee, gab es große Flächen massiven Meereises, die den Sommer überdauerten. Die sommerlichen Minima der Eisfläche schwankten stark; seit Beginn der Satellitenbeobachtungen 1979 gab es einen negativen Trend der sommerlichen Eisfläche.
Durch die globale Erwärmung kommt es besonders in der Arktis zu ausgeprägten Klimaänderungen. Im Zeitraum 2003–2017 wurde über der nördlichen Barents- und Karasee mit 2,5 °C pro Jahrzehnt die deutlichste Erwärmung der Arktis beobachtet. In den sommerlichen Eisrandgebieten der Karasee sind besonders hohe Meereisverluste zu verzeichnen. Im Zeitraum 2005–2019 begann im jährlichen Zyklus der Rückgang des Meereises typischerweise im frühen Mai; die geringste Eisbedeckung in diesem Zeitraum lag bei nurmehr 5 % der Fläche der Karasee. Die Meereisbedeckung im Sommer hängt dabei nicht nur von den Temperaturen, sondern auch stark von meridionalen Winden ab. Im Herbst beginnt wieder die Meereisbildung, wobei diese wesentlich schneller verläuft als die Schmelze im Frühjahr und Frühsommer. Im Dezember ist die Karasee weitgehend zugefroren.

## Umweltschutz

### Schutzgebiete

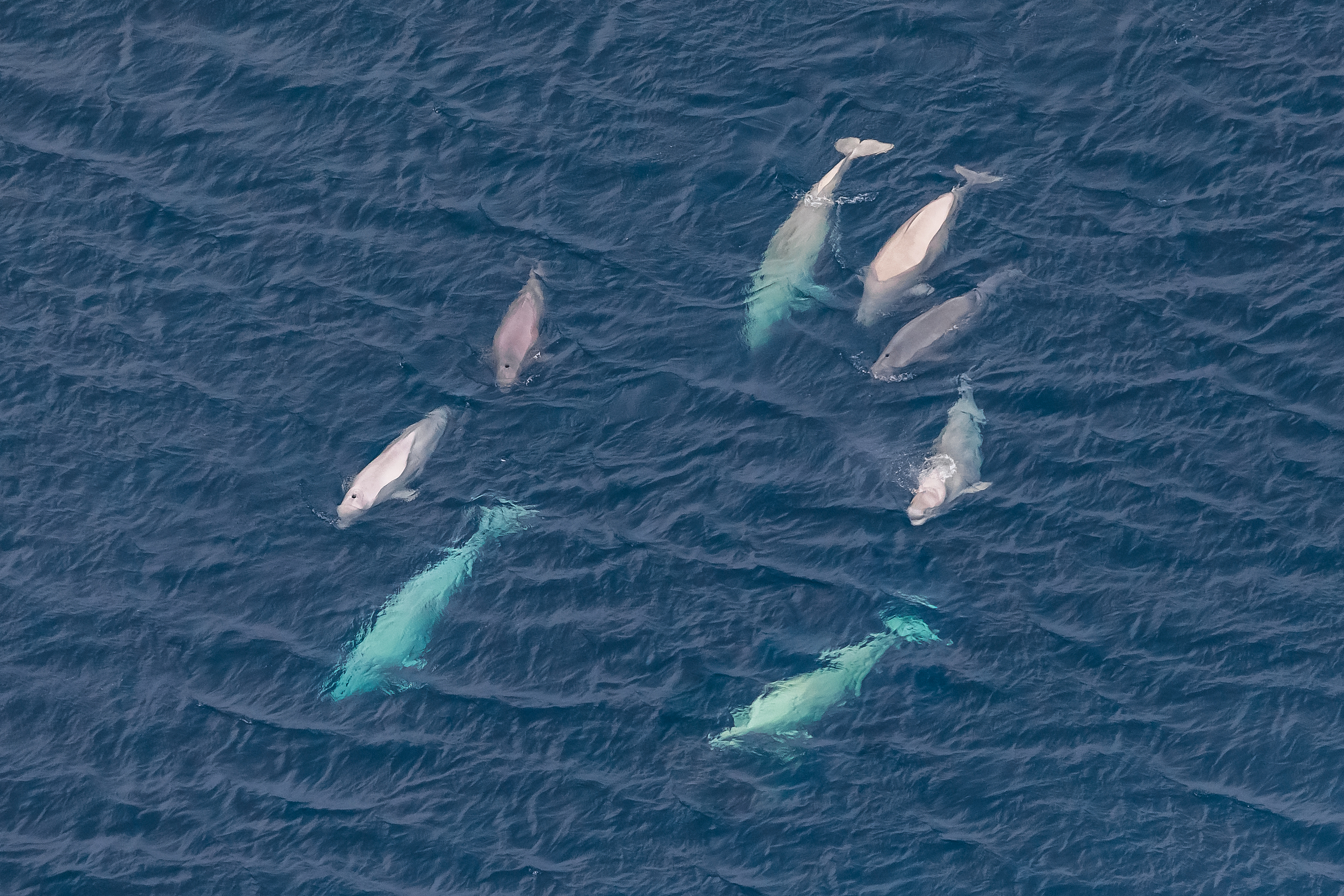
Weißwale in den Gewässern des Franz-Josef-Landes

Das Große Arktische Schutzgebiet, eines der größten Naturreservate weltweit, umfasst neben Teilen der Taimyr-Halbinsel auch Regionen der südöstlichen Karasee. Dazu gehören das Delta des Pjassina, das von besonders hohem Biodiversitätswert ist, der Nordenskiöld-Archipel und zahlreiche weitere Inseln und angrenzende Gebiete der südöstlichen Karasee.
Im Nordwesten bilden 58.000 km² Meeresflächen zusammen mit 14.000 km² Landfläche im Norden Novaja Semljas und des Franz-Josef-Landes den Nationalpark Russkaja Arktika (Nationalpark Russische Arktis).

### Radioaktive Belastung

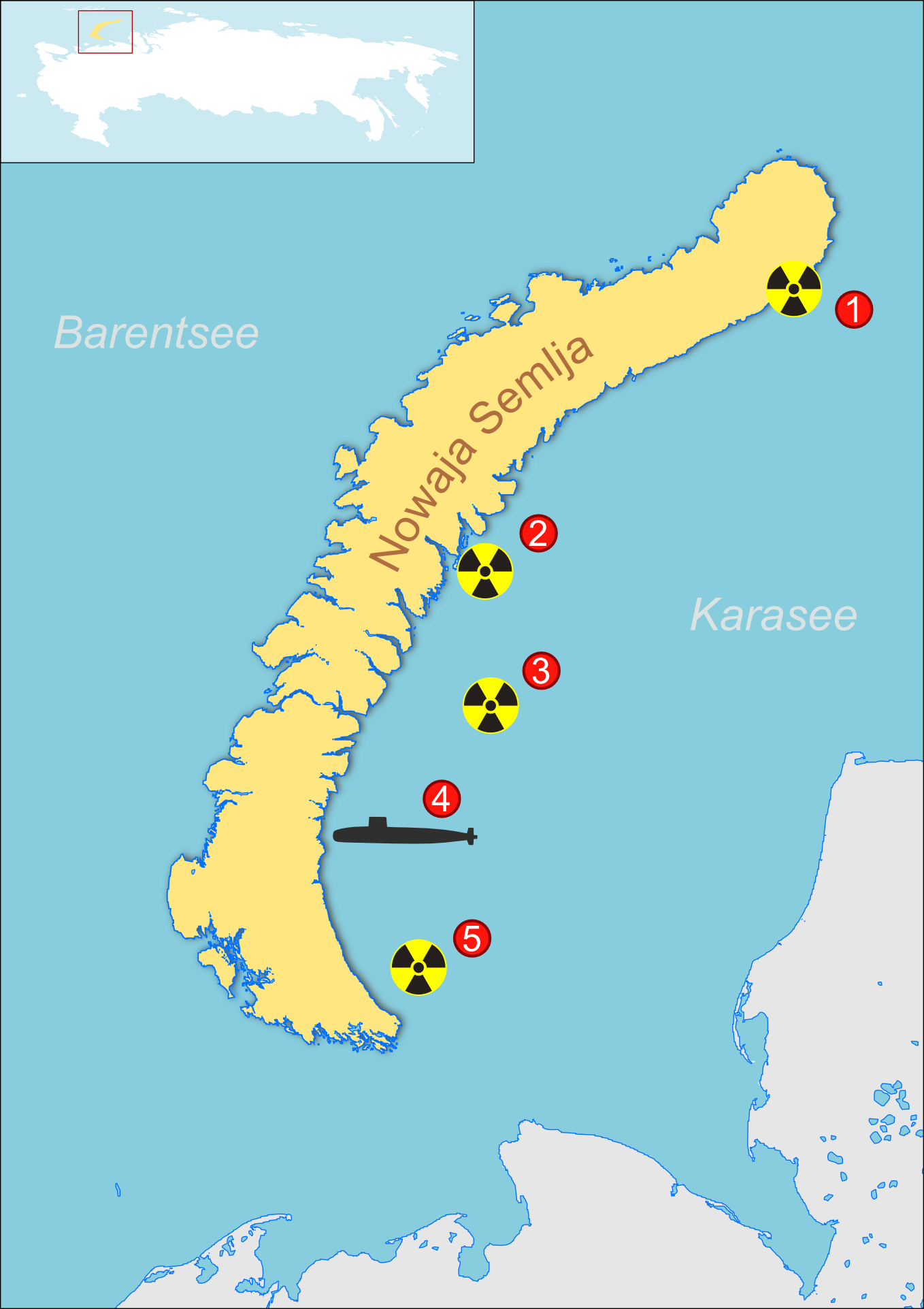
Vor Nowaja Semlja verklappter radioaktiver Abfall

Zu den wichtigsten vorhandenen oder potentiellen Quellen radioaktiver Belastung der Karasee zählen der Fallout nach atmosphärischen Kernwaffentests – unter anderem aus dem Atomtestgebiet auf Nowaja Semlja und aus Kernkraft-Unfällen –, radioaktive Abfälle aus westeuropäischen kerntechnischen Anlagen wie La Hague, Sellafield oder Dounreay, die in die See gelangen und mit Meeresströmungen bis in die Karasee verfrachtet werden, und aus Leckagen von in der Barentssee und Karasee verklappten radioaktiven Abfällen. Hinzu kommt der Eintrag kontaminierten Wassers aus russischen kerntechnischen Anlagen (darunter Majak und Krasnojarsk) über Ob und Jenissej.
Manchen Berichten zufolge wurden zu Zeiten der Sowjetunion 13 Kernreaktoren in der Karasee versenkt, sechs davon mit nuklearem Brennstoff. Radioaktive Abfälle des Atomeisbrechers Lenin und einiger Atom-U-Boote wurden vor der Küste Nowaja Semljas entsorgt.
Einer 2002 veröffentlichten Einschätzung zufolge war zu der Zeit die radioaktive Belastung der Karasee sehr gering. Besondere Aufmerksamkeit sei dennoch vonnöten angesichts der signifikanten Mengen radioaktiver Feststoffe, die in der Karasee verklappt worden sind und sie potentiell belasten können.

## Erdöl und Erdgas
Medien berichten von einem großen Öl- und Erdgasvorkommen unter der Karasee, das auf 87 Milliarden Barrel geschätzt wird.
Die gesamten Ölreserven der Karasee übersteigen laut Rosneft die Saudi-Arabiens.
ExxonMobil sicherte sich 2012 davon einen Anteil von 33 Prozent, wobei Russland Zugang zum amerikanischen Know-how, das ihm die Erschließung von Öl in den extremen Verhältnissen der Arktis überhaupt erst ermöglichen sollte, zugesichert wurde. Wegen der Annexion der Krim durch Russland musste sich der Ölkonzern aber aus dem Geschäft zurückziehen.